# Pardiglanis tarabinii
Espèce
Statut de conservation UICN

 DD  : Données insuffisantes
Pardiglanis tarabinii est une espèce de poisson de la famille des Claroteidae.